# 1550-ті

## Події
- Московські війська захопили Казань.
- На англійський престол зійшла королева Єлизавета I
- У 1551-1559 тривала остання Італійська війна. За її результатами Франція відмовилася від претензій на Італію, захопила останнє англійське володіння на своїй території (Кале), Іспанія зберегла Нідерланди, Неаполітанське королівство та Мілан.

## Монархи
- Королем Англії до 1553 року був Едвард VI. Після його смерті впродовж 9 днів (10-19 липня 1553 року) королевою була Джейн Грей, але її було скинуто. Надалі королевою стала Марія I Тюдор, а після її смерті 1558 року — Єлизавета I.
- Московський цар Іван Грозний.
- До 1558 року імператором Священної Римської імперії був Карл V. Того року він зрікся престолу, а імператором був обраний Фердинанд I.
- Король Польщі — Сигізмунд II Август.
- З 1556 року першим королем Іспанії де-юре став Філіп II.